# Фанкини, Элена
Элена (Елена) Фанкини (итал. Elena Fanchini; 30 апреля 1985, Ловере, Ломбардия — 8 февраля 2023, Пьян-Камуно, Ломбардия) — итальянская горнолыжница, вице-чемпионка мира 2005 года в скоростном спуске, победительница двух этапов Кубка мира, участница трёх Олимпийских игр (2006, 2010, 2014), многократная чемпионка Италии. Специализировалась в скоростных дисциплинах, наиболее успешно выступала в скоростном спуске.
Две младшие сестры Элены также были профессиональными горнолыжницами. Надя (род. 1986) дважды была призёром чемпионата мира в скоростном спуске и выиграла два этапа Кубка мира. Самая младшая Сабрина (род. 1988) также выступала в Кубке мира, но не добилась таких успехов, как старшие сёстры.

## Общая информация

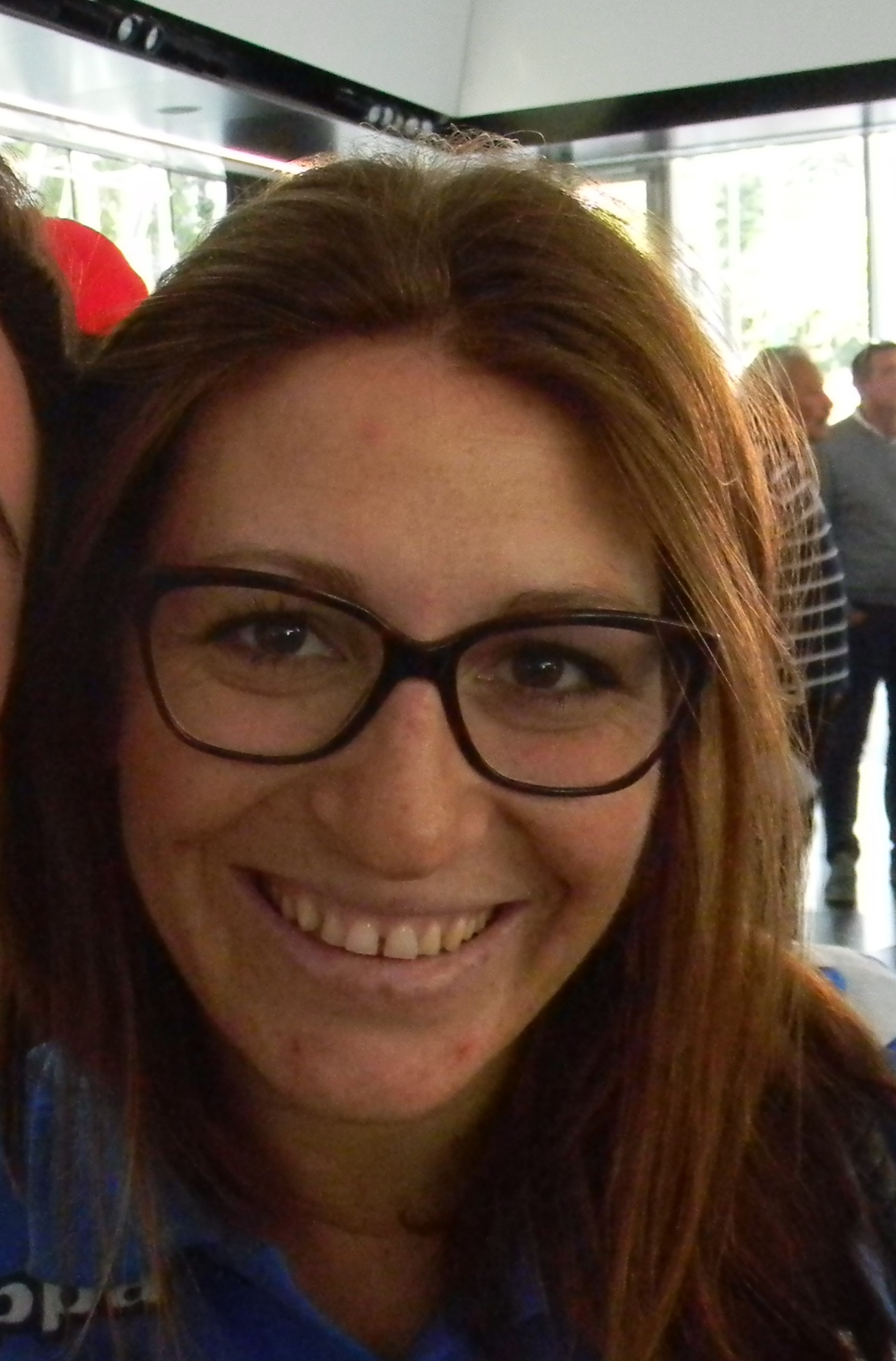
2014 год

В конце февраля 2005 года на юниорском чемпионате мира в Италии завоевала серебро в скоростном спуске (первой стала Надя Фанкини) и бронзу в супергиганте (после Андреи Фишбахер и Нади Фанкини).
В Кубке мира Фанкини дебютировала 6 января 2005 года в Санта-Катерине, в декабре 2005 года первый раз победила на этапе Кубка мира в скоростном спуске. Свой успех смогла повторить спустя 9 с лишним лет, 16 января 2015 года, снова став первой в скоростном спуске. Кроме двух побед дважды занимала третьи места. Лучшим достижением Фанкини в общем зачёте Кубка мира стало 17-е место в сезоне 2014/15 (второе место среди всех итальянок после Нади Фанкини). В том же сезоне стала пятой в зачёте скоростного спуска.
На Олимпиаде-2006 в Турине стала 29-й в скоростном спуске, также стартовала в супергиганте, но не смогла финишировать.
На Олимпиаде-2010 в Ванкувере стартовала в двух дисциплинах: скоростной спуск — не финишировала, супергигант — 14-е место.
На Олимпийских играх 2014 года в Сочи стала 12-й в скоростном спуске.
За свою карьеру участвовала в шести чемпионатах мира (2005, 2007, 2011, 2013, 2015 и 2017). 6 февраля 2005 года на чемпионате мира в Санта-Катерине в 19-летнем возрасте сенсационно завоевала серебро в скоростном спуске на хорошо знакомой трассе, уступив 0,26 сек Янице Костелич. Эту медаль Фанкини выиграла за две недели до того, как стала призёром юниорского чемпионата мира.
1 декабря 2017 года заняла четвёртое место в скоростном спуске на этапе Кубка мира в канадском Лейк-Луизе (9-е в карьере попадание в топ-5 в скоростном спуске на этапах Кубка мира). 17 декабря 2017 года последний раз в карьере вышла на старт этапа Кубка мира (39-е место в супергиганте в Валь-д’Изере). 12 января 2018 года заявила, что не будет участвовать в Олимпийских играх 2018 года в Пхёнчхане, так как собиралась пройти курс лечения от рака.
В сезоне 2019 года планировала вернуться на трассы, но получила травму на тренировке и не выступала. 22 апреля 2020 года Элена и её сестра Надя объявили о завершении карьеры.
Использовала лыжи производства фирмы Dynastar.
8 февраля 2023 года в Пьян-Камуно умерла от рака в возрасте 37 лет.

## Результаты на крупнейших соревнованиях

### Зимние Олимпийские игры
| Олимпийские игры | Скоростной спуск | Супергигант | Гигантский слалом | Слалом | Комбинация |
| ---------------- | ---------------- | ----------- | ----------------- | ------ | ---------- |
| 2006 Турин       | 29               | DNF         | —                 | —      | —          |
| 2010 Ванкувер    | DNF              | 14          | —                 | —      | —          |
| 2014 Сочи        | 12               | —           | —                 | —      | DNS SL     |

### Чемпионаты мира
| Чемпионат мира             | Скоростной спуск | Супергигант  | Гигантский слалом | Слалом       | Комбинация   | Команды      |
| -------------------------- | ---------------- | ------------ | ----------------- | ------------ | ------------ | ------------ |
| 2005 Бормио/Санта-Катерина | 2                | —            | DNF1              | —            | 20           | —            |
| 2007 Оре                   | 27               | 31           | —                 | —            | DNS2         | —            |
| 2009 Валь-д’Изер           | не выступала     | не выступала | не выступала      | не выступала | не выступала | не выступала |
| 2011 Гармиш-Партенкирхен   | 16               | 18           | —                 | —            | —            | —            |
| 2013 Шладминг              | 9                | —            | —                 | —            | 15           | —            |
| 2015 Вейл/Бивер-Крик       | 26               | —            | —                 | —            | 16           | —            |
| 2017 Санкт-Мориц           | 14               | —            | —                 | —            | —            | —            |

### Призовые места на этапах Кубка мира (4)
| № | Сезон   | Дата        | Место проведения  | Дисциплина       | Место |
| - | ------- | ----------- | ----------------- | ---------------- | ----- |
| 1 | 2005/06 | 2 дек 2005  | Лейк Луиз         | Скоростной спуск | 1     |
| 2 | 2013/14 | 29 ноя 2013 | Бивер-Крик        | Скоростной спуск | 3     |
| 3 | 2013/14 | 6 дек 2013  | Лейк Луиз         | Скоростной спуск | 3     |
| 4 | 2014/15 | 16 янв 2015 | Кортина-д’Ампеццо | Скоростной спуск | 1     |